# Galasso di Matteo Piva

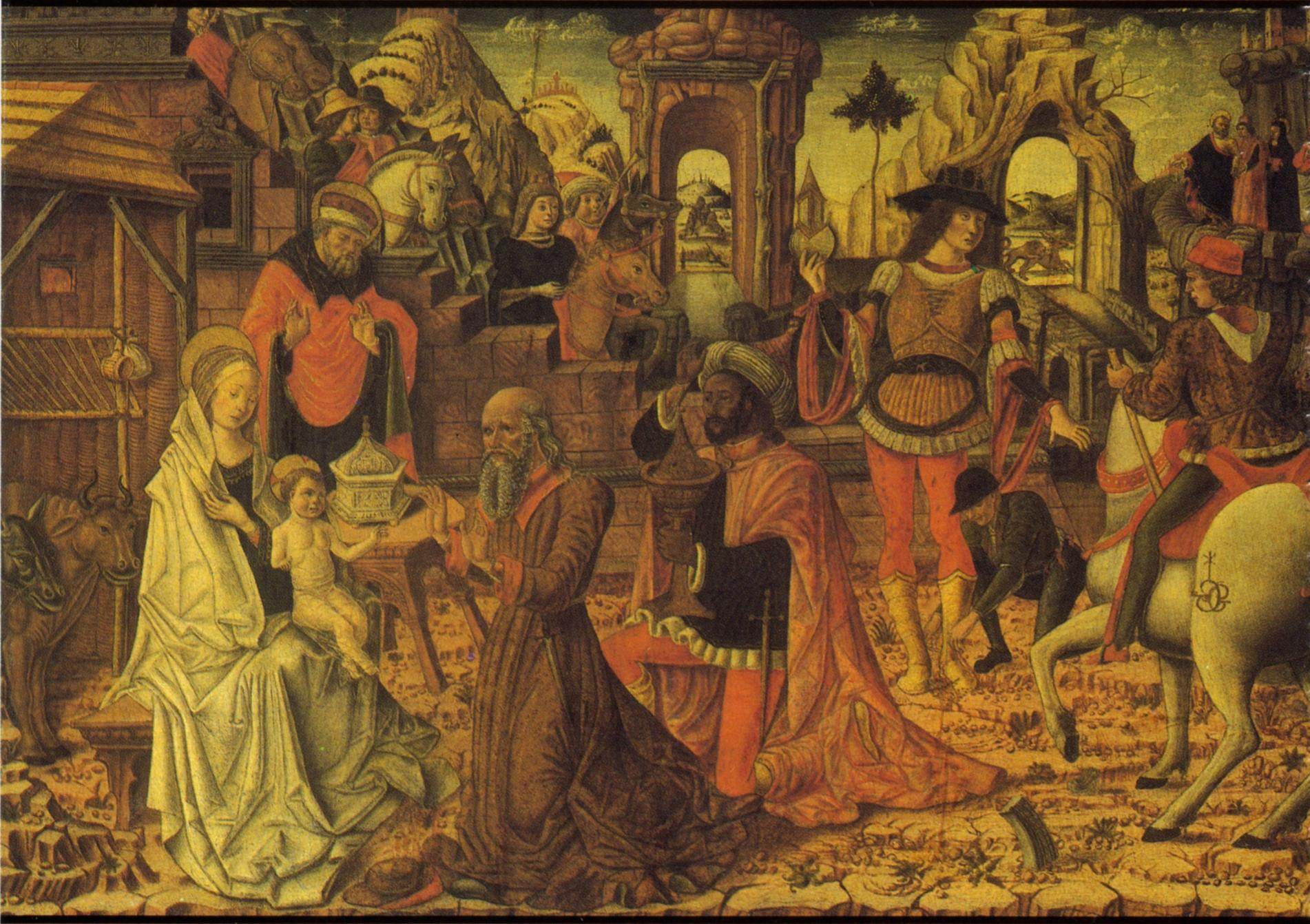
Galasso di Matteo Piva. De aanbidding der koningen. Rotterdam, Museum Boijmans van Beuningen.

Galasso di Matteo Piva, ook Alghisi of Galasso Galassi genoemd (Ferrara, ca. 1423 – ca. 1473), was een Italiaans schilder behorend tot de vroege renaissance.
Hij was voornamelijk in Ferrara actief. Hij werkte ook een aantal jaar in Bologna. Hij is een van de eerste schilders van de School van Ferrara, waartoe ook Francesco del Cossa, Ercole de Roberti en Lorenzo Costa gerekend worden.
- RKD-Nederlands Instituut voor Kunstgeschiedenis: 29981
- Union List of Artist Names: 500000181
- Virtual International Authority File: 95681722